# Магнезийци
Магнезийци (на гръцки: Μάγνητες) са древногръцко племе населявало Магнезия, откъдето и името ѝ.
В книга 2 на Илиада, Омир ги включва в състава на гръцката армия, която обсажда Троя. Идентифицира родината им в Тесалия, и в частност на територията, която днес познаваме като Магнезия. 
Магнезийците са един от тесалийските народи, взели участие в древногръцката колонизация, основавайки отвъд Егейско море в Йония две проспериращи свои колонии - Магнезия на Меандър и Магнезия на Сипилум (Маниса).
Според Каталога на жените (фрагмент 7) на Хезиод, магнезийците и македоните са братя, т.е. според древногръцката митология.
Землището им в континентална Гърция достига на север до древна Лариса на река Пеней, докъдето от север се простирала Пераебия, чийто жители обаче като пеласги участвали в Троянската война на страната на Троя.